# ファニー＝エステル・ポスビト
ファニー＝エステル・ポスビト（Fanny Estelle Posvite 1992年5月27日- ）はフランスの柔道家。階級は70kg級と78㎏級。

## 人物
2013年のベルギー国際で優勝すると、地中海競技大会で優勝を飾った。ユニバーシアードでは3位だった。世界団体では3位に入った。2014年のグランドスラム・パリでは決勝まで進むも、オランダのリンダ・ボルダーに開始早々腕挫十字固で敗れた。世界団体では優勝メンバーの一員として名を連ねることになった。2015年のワールドマスターズでは3位になった。世界選手権では準々決勝で敗れるも、その後の3位決定戦で新井千鶴を破って3位となった。2016年のリオデジャネイロオリンピックにはライバルの世界チャンピオンであるジブリズ・エマヌとの代表争いに敗れて出場できなかった。2018年からは階級を78㎏級に上げた。2019年のグランドスラム・大阪では準決勝で元世界チャンピオンの梅木真美に敗れて3位だったが、ワールドマスターズでは初戦で梅木を破ると、決勝では同じフランスのオドレー・チュメオを技ありで破って優勝した。
IJF世界ランキングは2242ポイント獲得で23位(25/3/17現在)。

## 暴行騒ぎ
2013年4月12日にポスビトは、異性関係の縺れから78kg超級の選手であるアン＝ファトゥマタ・ンベロと対立することになった63kg級のクラリス・アグベニューに、52kg級のプリシラ・ネト、63kg級のランセイ・サン・サン・ムワ及び78kg級のマドレーヌ・マロンガとともに付き従って、INSEP内のンベロの寝室に入り込んだ。激しい口論の末にアグベニューがンベロを何度も殴りつけたが、ポスビトは暴力には直接関わらなかったという。しかし、5月16日にフランス柔道連盟の規律委員会は、暴行の主犯であるアグベニューに執行猶予付きの1年間に渡る大会の出場停止、付き従ったネト他4名に執行猶予付きの3ヶ月に渡る大会の出場停止処分を科した。
しかしながら、フランス柔道連盟がアグベニューらに示した寛大な処置に納得のいかないンベロ側は、この一件をパリの裁判所へ訴えるに至った。
2014年7月にパリの裁判所はアグベニューに対して、ンベロへ2780ユーロの支払いと、70時間の社会奉仕活動を言い渡した。ポスビト他4名は無罪となった。

## 主な戦績
70㎏級での戦績
- 2011年 - 世界ジュニア　7位
- 2012年 - スイス国際柔道大会　優勝
- 2012年 - ワールドカップ・ローマ　3位
- 2012年 - グランプリ・アブダビ　3位
- 2013年 - ベルギー国際　優勝
- 2013年 - グランプリ・サムスン　3位
- 2013年 - 地中海競技大会　優勝
- 2013年 - ユニバーシアード　個人戦　3位　団体戦　3位
- 2013年 - 世界団体　3位
- 2013年 - グランプリ・リエカ　2位
- 2013年 - グランプリ・アブダビ　7位
- 2014年 - グランドスラム・パリ　2位
- 2014年 - ヨーロッパ選手権　個人戦　5位　団体戦　優勝
- 2014年 - グランプリ・ブダペスト　3位
- 2014年 - 世界団体　優勝
- 2014年 - グランプリ・ザグレブ　3位
- 2015年 - ワールドマスターズ　3位
- 2015年 - 世界選手権　3位
- 2015年 - グランドスラム・パリ　5位
- 2016年 - グランプリ・トビリシ　2位
- 2016年 - グランプリ・サムスン　2位
- 2016年 - ヨーロッパ選手権　3位
- 2017年 -　グランプリ・ザグレブ　2位

78㎏級での戦績
- 2018年 -　ヨーロッパオープン・マドリード　優勝
- 2019年 - ヨーロッパオープン・プラハ　2位
- 2019年 - グランプリ・トビリシ　3位
- 2019年 - グランプリ・フフホト　優勝
- 2019年 - ヨーロッパオープン・クルジュ＝ナポカ　優勝
- 2019年 - グランプリ・ザグレブ　2位
- 2019年 -　グランドスラム・大阪　3位
- 2020年 -　グランドスラム・パリ　2位
- 2020年 -　グランドスラム・デュッセルドルフ　3位
- 2020年 -　グランドスラム・ブダペスト　2位
- 2021年 -　グランドスラム・テルアビブ　2位
- 2021年 -　ヨーロッパ選手権　3位
- 2022年 - ヨーロッパオープン・リッチョーネ　優勝
- 2023年 -　ワールドマスターズ　3位
- 2023年 - ヨーロッパオープン・プラハ　優勝
- 2023年 - グランドスラム・アブダビ 2位
- 2024年 -　グランドスラム・タシケント　2位
- 2025年 - グランドスラム・パリ　3位
- 2025年 -　グランドスラム・トビリシ　3位
- 2025年 - ヨーロッパ選手権　3位

(出典、JudoInside.com)　